# Боеве за летище „Антонов“
Боевете за летище „Антонов“, наричани още Битката при летище Гостомел, се отнасят до военните действия на летище „Антонов“ в Гостомел, Киевска област, по време на руската офанзива срещу Киев в хода на руското нападение над Украйна през 2022 година.
На 24 февруари 2022 година, няколко часа след като президентът на Русия Владимир Путин обявява началото на „специална военна операция“ в Украйна, Въздушно-десантните войски на Руската федерация (ВДВ) извършват въздушно нападение на летище „Антонов“ с цел превземането му. Летището е от стратегическо значение, тъй като се намира на по-малко от 10 km от столицата Киев, което би позволило на руските войски да прехвърлят по въздух повече войски и по-тежко оборудване, застрашавайки директно града.
Украинските сили успяват да осъществят контранападение, като обкръжават неподкрепените руски сили и отблъсват първоначалната атака. Офанзивата е подновена на следващия ден с друго въздушно нападение на ВДВ, комбинирано с наземно нападение от бронирани подкрепления, идващи от беларуската граница. При тази атака украинската отбрана е пробита и летището е превзето от руските сили. Въпреки това неочаквано силният отпор на украинска съпротива осуетява плановете за бърза капитулация на Киев и летището претърпява твърде големи щети, за да може да се използва по предназначение.
По време на сраженията е унищожен най-големият самолет в света – Антонов Ан-225 Мрия.

## Предпоставки
Летище „Антонов“, или летище Гостомел, е голямо международно летище за товарни самолети, разположено в покрайнините на столицата на Украйна, Киев. Летището е собственост на държавното предприятие „Антонов“ – украинската държавна компания за аерокосмическа и противовъздушна отбрана, която го и управлява. То стопанисва най-големия самолет в света Антонов Ан-225 Мрия, и е използвано от украинските военновъздушни сили.

Тъй като Гостомел се намира в непосредствена близост до Киев и може да осигури бърз достъп до столицата, превземането му е от стратегическо значение за руската армия. Във времето, предшестващо руското нахлуване в Украйна през 2022 година, Централното разузнавателно управление на Съединените щати (ЦРУ) придобива подробна информация за руските планове за нападение. Директорът на ЦРУ Уилям Дж. Бърнс пътува до Украйна през януари 2022 година и информира украинското ръководство, че Русия възнамерява да превземе летище „Антонов“, за да го използва за въздушен мост, което би позволило на руските сили бързо да се преместят в Киев, за да „обезглавят правителството“. Анализаторите смятат, че президентът на Русия Владимир Путин и останалата част от руското ръководство са имали очакване, че такава бърза операция ще хвърли Украйна в хаос, което ще доведе до колапс на украинската армия и ще позволи на Русия да установи марионетно правителство. Анализаторът на Madison Policy Forum Джон Спенсър твърди, че това би осигурило военна победа на Русия, макар и съпроводена с мащабни бунтове в Украйна. Предупреждението на ЦРУ помага на украинските военни да се подготвят за евентуална атака срещу летището, въпреки че разположеният там украински гарнизон е малък, наброявайки едва около 300 войници от Националната гвардия, тъй като останалата част е преместена на фронтовата линия в Източна Украйна. 
По време на началната фаза на битката на 24 февруари Антонов Ан-225 Мрия се намира на летището. Първоначално пилот на „Антонов“ потвърждава, че самолетът е непокътнат въпреки боевете, но на 27 февруари държавният концерн „Укроборонпром“ разпраща прессъобщение, с което информира, че вследствие на руски въздушен удар Мрия е бил унищожен. На 4 март руският държавен телевизионен канал Първи канал излъчва кадри, на които се вижда унищоженият самолет.

## Резултат
Въпреки загубата на летището, украинските сили продължават да се противопоставят на руските сили в Гостомел. Очевидци записват видеоклипове на предполагаема руска танкова колона, горяща в далечината, и украински вертолети Ми-24, изстрелващи ракети по руските позиции. Говорителят на руското министерство на отбраната Игор Конашенков твърди, че украинските сили са разположили реактивна система за залпов огън БМ-21 Град в Киев, за да бомбардират руските сили, окупирали летището. Журналистът Тимур Олевски, който е свидетел на битката, заявява, че според него жертвите и от двете страни може да наброяват стотици.
На 26 февруари 2022 година украинските сили информират, че украинската елитна спецгрупа група „Алфа“, клон на Службата за сигурност на Украйна, е унищожила колона от руска бронирана техника близо до Гостомел. Телевизионната водеща и политическа активистка София Федина, която е депутат във Върховната Рада от партията „Европейска солидарност“, твърди, че руските сили за специални операции на Русия са заловили някои членове на украинската национална гвардия и носят техните униформи. Във връзка с това тя отправя молба украинските граждани и бойци да говорят само на украински, за да помогнат за идентифицирането на руските диверсанти.
Към 27 февруари 2022 година летището остава под руски контрол, тъй като сблъсъците започват да се преместват към градовете Буча и Ирпин на юг, където украинските сили твърдят, че са спрели руския напредък, противопоставяйки се успешно на руските сили в Гостомел във водените интензивни боеве. На 27 февруари Службата за сигурност на Украйна публикува предполагаем прихванат разговор на руски сили в Гостомел, в който се съобщава за жертви и е отправено искане за евакуация. В същия ден украинските сили бомбардират летището с артилерия и обявяват, че са унищожили руско оборудване, превозни средства и персонал. На следващия ден руски военен конвой, простиращ се по протежение на 64 km, пристига на летището в подготовка за нападение над Киев.
Към 28 март 2022 година сателитните изображения не показват присъствие на руски сили на летището. На 29 март руският заместник-министър на отбраната Александър Фомин обявява изтегляне на руските сили от района на Киев, при което летище Гостомел е изоставено.
До 2 април, след широкомащабното руско изтегляне по оста Киев, украинските сили си възвръщат контрола над летището. При бързото си отстъпление руските войски унищожават голяма част от собствената си техника, друга част е унищожена от украински артилерийски удари преди изтеглянето, а трета е запазена напълно непокътната и преминава във владение на украинците.
Русия търпи големи загуби в боевете за летище „Антонов“, в т.ч. най-малко седем бойни бронирани машини, 23 бойни машини на пехотата, три бронетранспортьора, едно противовъздушно оръдие, две полеви артилерийски оръдия, три вертолета, както и 67 камиона, превозни средства и джипове.